# Абалакский Знаменский монастырь
Не путать с одноимённым монастырём в Тобольске
Абалакский Знаменский монастырь — мужской монастырь Тобольской епархии Русской православной церкви. Расположен в селе Абалак Тобольского района Тюменской области, на правом берегу Иртыша, в 20 км от Тобольска.

## История

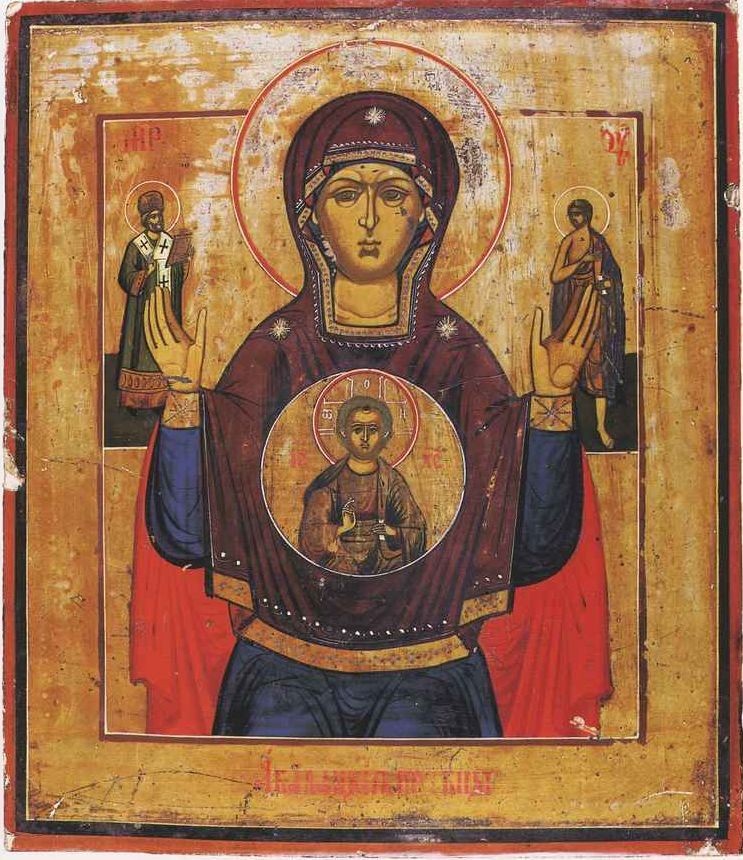
Абалакская икона Божией Матери

В 1636 году здесь вдовице Марии явилась Абалакская икона Божией Матери, для которой была построена деревянная церковь. В последовавшие годы 8 июля по старому стилю икону ежегодно переносили в Тобольск в память об избавлении от угрожавших неурожаем и голодом дождей в 1665 году. В конце XVII—XVIII веке вокруг почитаемой иконы вырос комплекс каменных храмов в стиле казацкого барокко: Знаменский собор (1683—1691), храм Николая Чудотворца (1748—1750), храм Марии Египетской с колокольней (1752—1759).
В 1785 году по ходатайству епископа Тобольского и Сибирского Варлаама (Петрова) основан третьеклассный мужской монастырь. Его приказом в новый монастырь перевели монахов мужского Невьянского Богоявленского монастыря из Пермской губернии. В XIX веке в обители продолжались строительные работы. С 1902 года — второклассный, однако братия не превосходила 15 человек. В начале XX века прислали 57 монахов Валаамского монастыря, введён устав Саровской пустыни, открыты ремесленные школы для детей хантов, селькупов, ненцев и сибирских татар, бесплатные больницы.
К Абалакскому монастырю был приписан скит во имя Архистратига Божия Михаила, находившийся от монастыря в 30 верстах. В скиту был введён древний чин пения двунадесяти псалмов; женщин в скит не допускали.
Монастырь закрыли и разграбили в 1924 году. Чудотворная Абалацкая икона была утрачена. Скит разрушен. В 1920-е годы ряд монахов репрессировали за сопротивление изъятию церковных ценностей. В 1927 году в монастыре, переданном обновленцам, под стражей содержался митрополит Пётр (Полянский). В 1930-е годы обновленческий приход ликвидировали, в монастыре разместили школу-интернат, хозяйственные заведения, в алтаре Троицкого храма — кузню, в самом храме — гараж.

## Современное состояние
В 1989 году обитель с разрушенными храмами и монастырскими постройками возвратили  Русской православной церкви.
Часовню в честь новомучеников и исповедников Российских в монастыре возвели уже после его передачи верующим. Как юридическое лицо монастырь зарегистрировали 22 ноября 1996 года, устав монастыря прошёл регистрацию в 1999 году. В братии монастыря числятся 42 человека: архимандрит, схиигумен, 2 игумена, 9 иеромонахов, 5 иеродиаконов, 5 монахов, 4 инока и 15 послушников; кроме того, при монастыре несут послушание 40 трудников. Настоятелем монастыря является митрополит Тобольский и Тюменский Димитрий (Капалин), наместником — игумен Серафим (Краснов), духовником — архимандрит Зосима (Горшунов).
Ныне в монастыре хранится написанный в 1990-х годах список с чудотворной Абалацкой иконы.

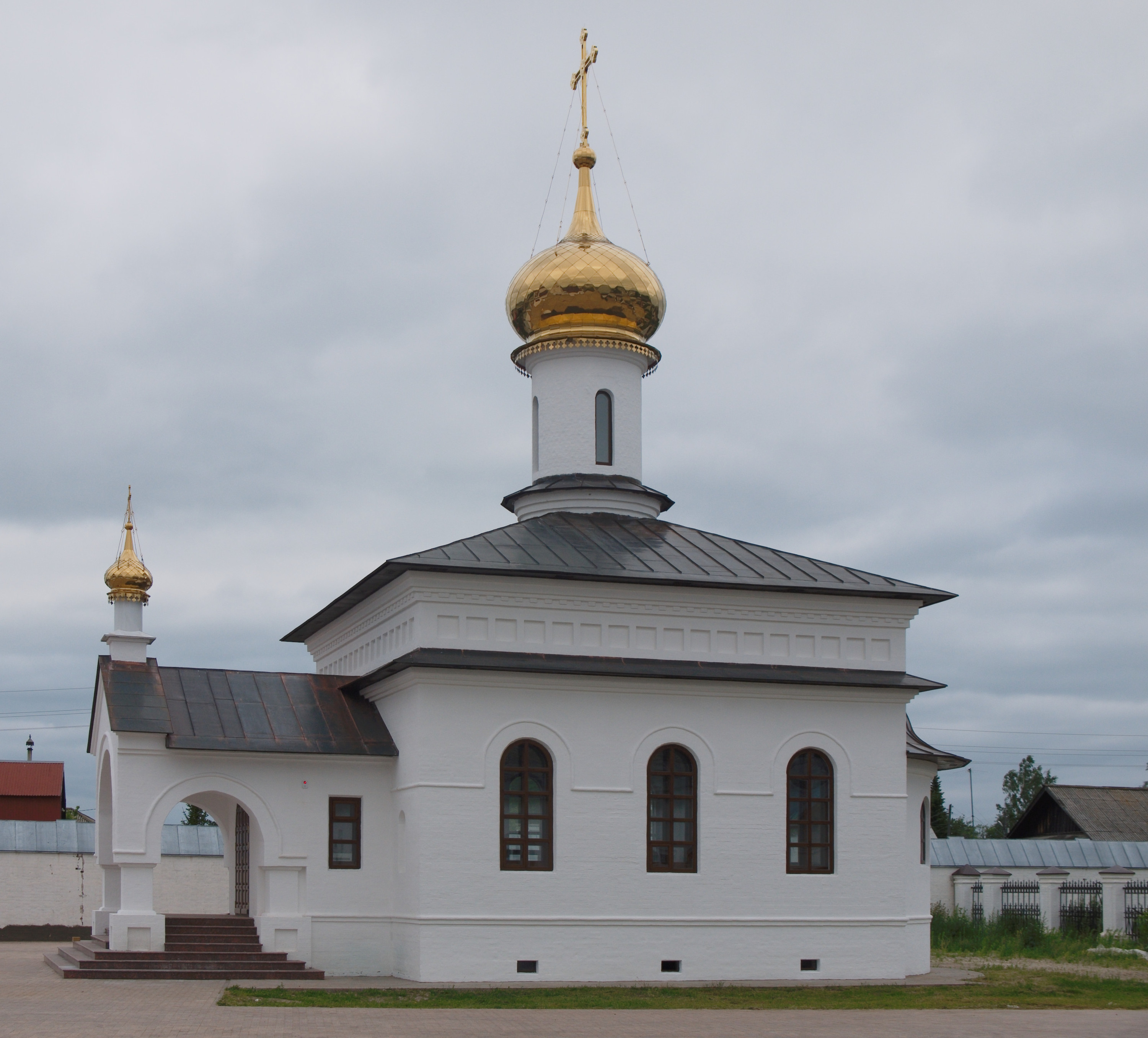
Храм Всех Святых
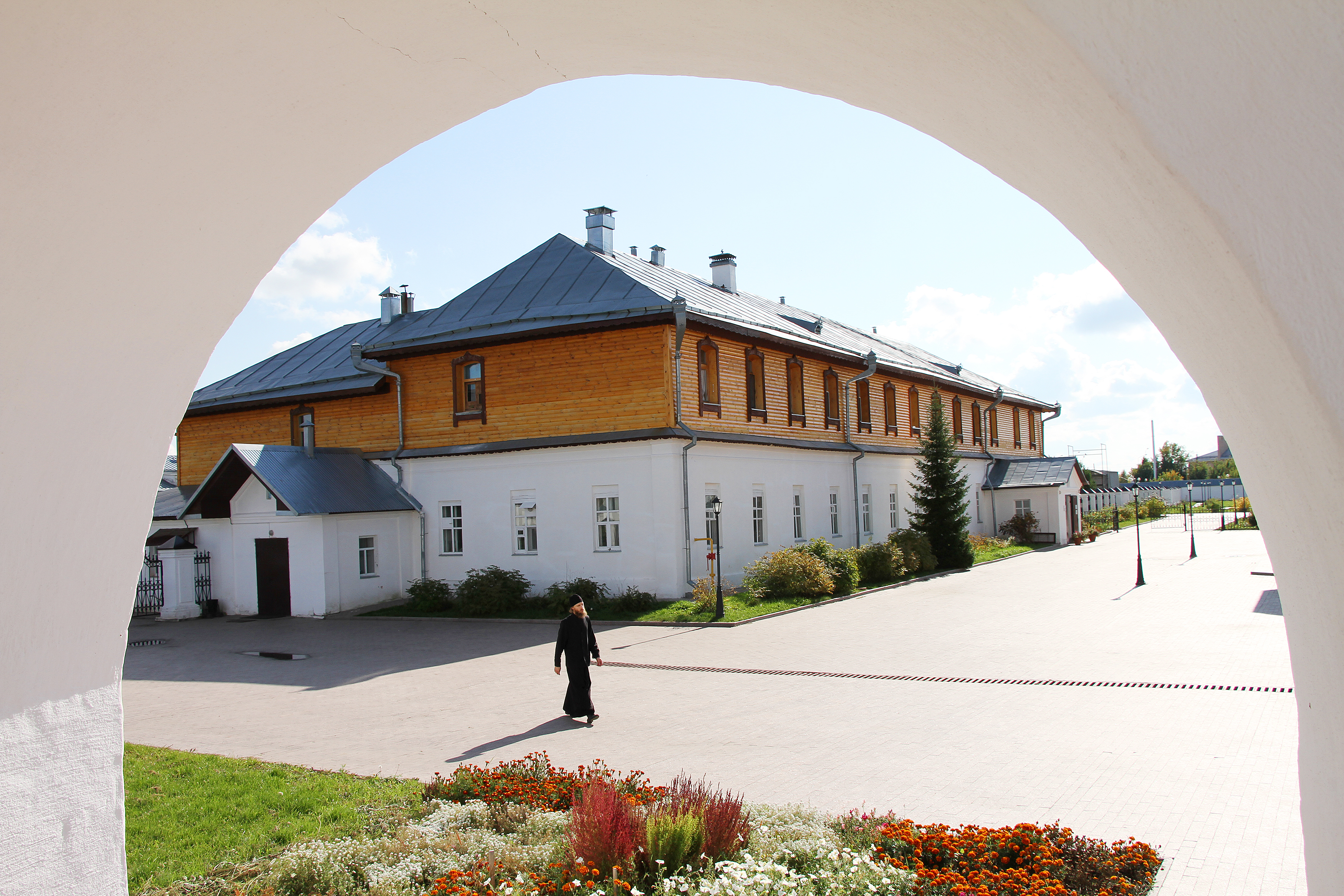
Трапезная
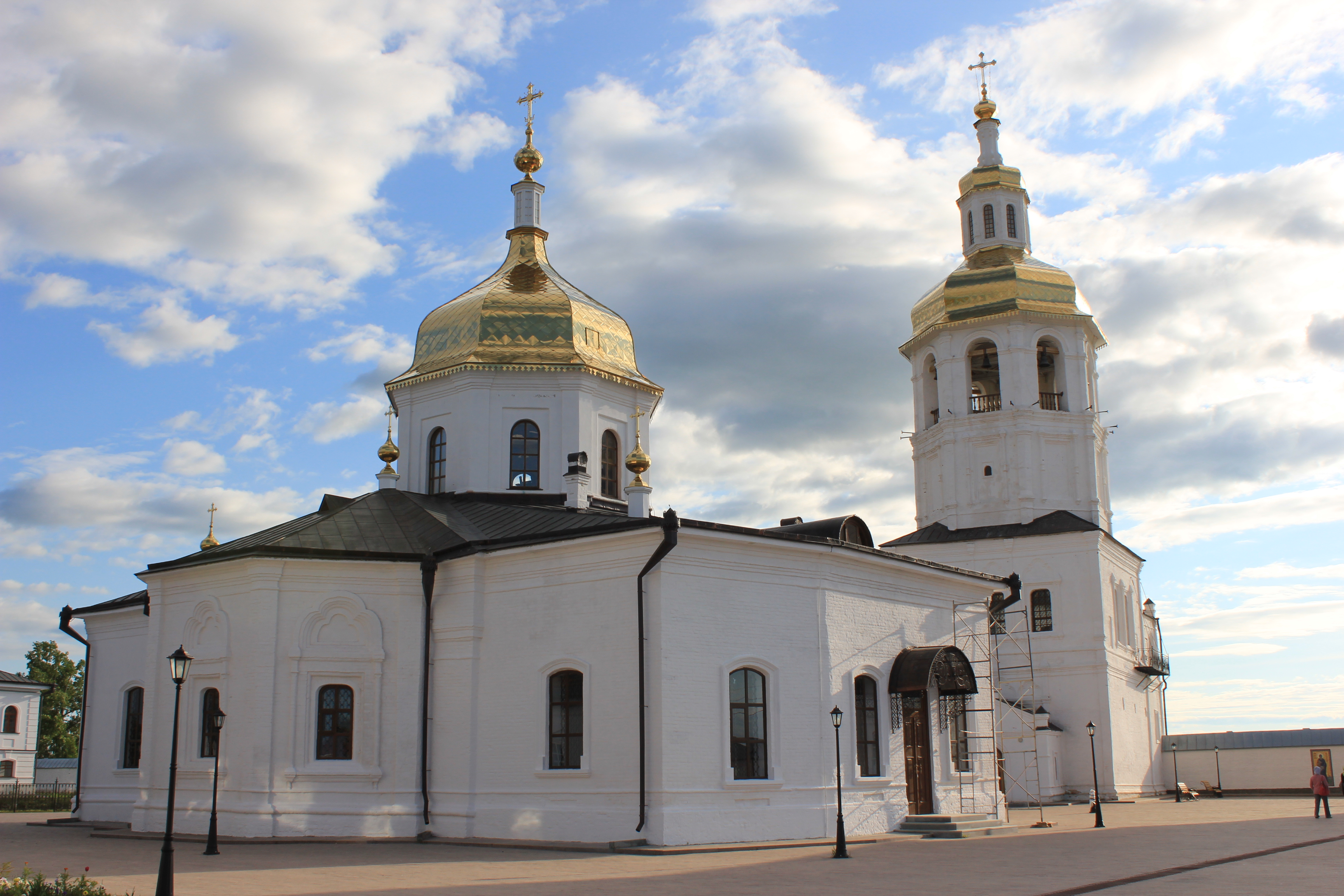
Церкви Николая Чудотворца и Марии Египетской
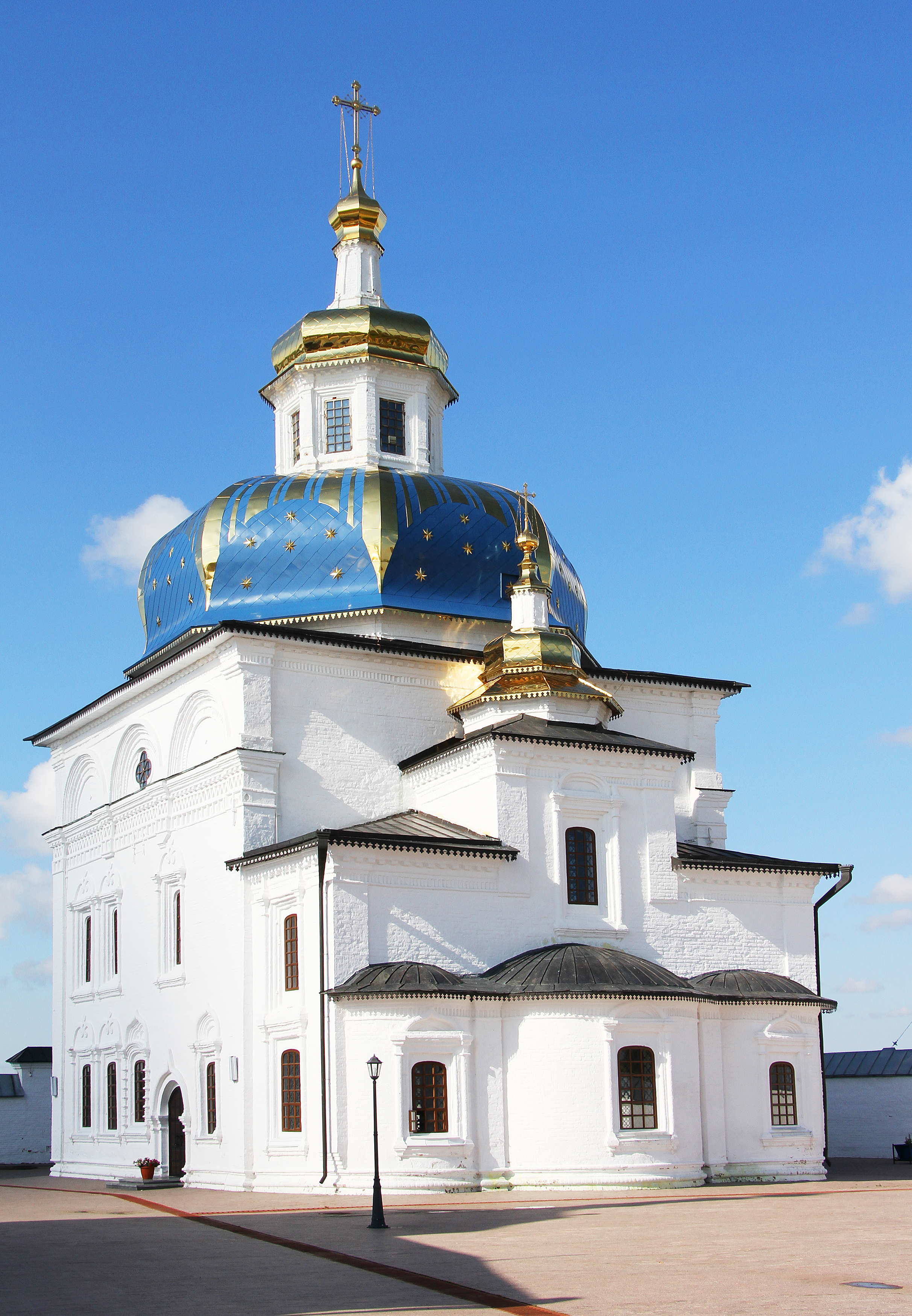
Знаменский собор